# Malin Garbell
Malin Garbell, född den 4 oktober 2005, är en svensk friidrottare. Hon tävlar i släggkastning för friidrottsklubben Upsala IF.

## Karriär
Malin Garbell har tagit flera guld på ungdoms- och juniornivån. På seniornivå tog hon SM-brons i SM 2024 i slägga.